# Oedipus Records
Oedipus Records este o casă de discuri independentă înregistrată în Torrance, California de către Gabe Abaud, Patrick Enzor și Micheal Corso în 2002. Inițial a fost intenționată ca o afacere de afaceri pentru Corso, care a absolvit Universitatea din California de Sud (USC). Eticheta a fost condusă în principal de Abaud din apartamentul său din Long Beach, cu ajutorul lui Patrick și Jeff Enzor. Corso s-a mutat de atunci în Bend, Oregon.
În anii 2007-2012, firma a fost latentă, iar Abaud și P. Enzor s-au mutat în Brooklyn, NY.
În 2012, Oedipus Records a lansat un nou site web și a lansat EP-ul Merry Christmas "Her Exceptional Kindness".